# Monforte San Giorgio
Monforte San Giorgio é uma comuna italiana da região da Sicília, província de Messina, com cerca de 3.087 habitantes. Estende-se por uma área de 32 km², tendo uma densidade populacional de 96 hab/km². Faz fronteira com Fiumedinisi, Messina, Roccavaldina, Rometta, San Pier Niceto, Torregrotta.

## Demografia
| Variação demográfica do município entre 1861 e 2011                               |
|                                                                                   |
| Fonte: Istituto Nazionale di Statistica (ISTAT) - Elaboração gráfica da Wikipedia |